# 全視短吻獅子魚
全視短吻獅子魚，為輻鰭魚綱鮋形目杜父魚亞目獅子魚科的其中一種，分布於東北大西洋的巴倫支海海域，棲息深度260-307公尺，為深海底棲性魚類，體長可達14公分，屬肉食性，生活習性不明。

## 擴展閱讀
維基物種上的相關：全視短吻獅子魚